# Прямобалка
Прямобалка (укр. Прямобалка) — село, относится к Арцизскому району Одесской области Украины. Расположено на реке Ташлык.
Население по переписи 2001 года составляло 1075 человек. Почтовый индекс — 68440. Телефонный код — 4845. Занимает площадь 1,63 км². Код КОАТУУ — 5120485401.

## История
Основан населенный пункт 1834 году немцами-колонистами. В 1940 году они были переселены в Германию. В 1945 г. Указом ПВС УССР село Деневиц переименовано в Прямобалку.

## Население и национальный состав
По данным переписи населения Украины 2001 года распределение населения по родному языку было следующим (в % от общей численности населения):
По Прямобалковскому сельскому совету: украинский — 46,88 %; русский — 37,58 %; болгарский — 10,42 %; гагаузский — 0,37 %; молдавский — 3,91 %; румынский — 0,19 %; греческий — 0,56 %.

## Местный совет
68440, Одесская обл., Арцизский р-н, с. Прямобалка, ул. Советская, 46а

## Археологические находки
Поселения эпохи поздней бронзы и первых веков н. э.: в 1,5 км к Ю от села на левом берегу р. Ташлык на мысу между балками, площадь 100×100 м; в 1 км к Ю от села на левом берегу р. Ташлык. Поселение эпохи поздней бронзы в 1,5 км к Ю от села на правом берегу р. Ташлык напротив карьера, площадь 300×700 м. Поселение эпохи поздней бронзы и славян VI—VII вв.на южной окраине села на правом берегу р. Ташлык, на мысу возле пруда, площадь 50×400 м.